# Christian Reitz
Christian Jürgen Reitz, född 29 april 1987 i Löbau, är en tysk sportskytt.
Reitz blev olympisk guldmedaljör i pistol vid sommarspelen 2016 i Rio de Janeiro.